# Рудольф Калман
Рудольф Еміль Калман (Кальман, угор. Kálmán Rudolf Emil угор. Kálmán Rudolf Emil 19 травня 1930, Будапешт, Угорщина — 2 липня 2016) — американський інженер і дослідник в області теорії керування. Член Національної Академії наук (1994) і Інженерної академії (1991) США, Французької АН (1989), почесний член Угорської АН (1976), іноземний член РАН (1994). Вніс істотний внесок в сучасну теорію керування (вважається одним з її засновників), найбільш відомий як творець фільтра Калмана. Удостоєний Національної наукової медалі (2009).

## Життєпис
Народився в сім'ї інженера-електрика. У 1943 р. вони емігрували в США.
Вивчав електротехніку в Массачусетському технологічному інституті де здобув ступінь бакалавра в 1953 р. і ступінь магістра в 1954 р. Після МТІ він навчався в Колумбійському університеті під керівництвом Дж. Р. Рагаціні і здобув ступінь доктора філософії в 1957 р. З 1957 по 1958 Калман працював інженером у Дослідницькій лабораторії компанії IBM. У цей проміжок він зробив внесок у розробку дискретних систем керування, а також у додатки теорії Ляпунова до розробки систем керування. У 1958 році Калман перейшов в заснований Лефшецем Інститут перспективних досліджень в Прінстоні, де пропрацював до 1964 року, дослужившись від математика до заступника директора. До цього періоду відносяться його піонерські роботи в області теорії керування. У них він досліджував питання спостережуваності і керованості систем керування, теорію оптимальних систем керування. До цього ж часу (кінець 1958 — початок 1959) відноситься його найвідоміша робота — розробка цідила Калмана. Ґрунтуючись на попередніх роботах Вінера, Колмогорова, Шеннона та ін., Калман розробив методи оцінювання вектора стану динамічної системи (системи керування) з використанням неповних і неточних (зашумлених) вимірювань, які широко використовуються, зокрема, в системах навігації. У 1964 році Калман перейшов в Стенфордський університет на відділення «Електротехніка, механіка і дослідження операцій».  У цей період він займався теорією реалізацій і теорією алгебраїчних систем. 
Член Американської академії мистецтв і наук.

## Нагороди
- Медаль Пошани IEEE (1974)
- Медаль Руфуса Ольденбургера (1976)
- Премія Кіото (1985)
- Премія Стіла (1986)
- Премія Беллмана (1997)
- Медаль Еглестона (2005)
- Премія Чарльза Старка Дрейпера (2008)
- Національна наукова медаль США (2009)